# FK Aktobe
El FK Aktobe (en kazakh Ақтөбе Футбол Клубы, Aqtóbe Fýtbol Klýby) és un club kazakh de futbol de la ciutat d'Aktobé.

## Història
L'any 1991, el darrer d'existència de la lliga soviètica, el club guanyà el campionat de la zona 8. A continuació de la dissolució del país, el club ingressà a la nova lliga kazakh de futbol. El 1997 fou descendit a segona divisió després d'una reestructuració de la lliga. L'any 2000 guanyà a segona divisió (First Division) i ascendí novament a primera (Premier League).
Evolució del nom:
- 1967 : Aktyubinets
- 1996 : Aktobemunai
- 1997 : Aktobe
- 2000 : Aktobe-Lento
- 2005 : Aktobe

## Palmarès
Font:
- Lliga kazakha de futbol:[3]
  - 2005, 2007, 2008, 2009, 2013

- Copa kazakh de futbol:[4]
  - 2008

- Supercopa kazakh de futbol:
  - 2008, 2010, 2014[5]

- Segona divisió de la Lliga kazakha de futbol:

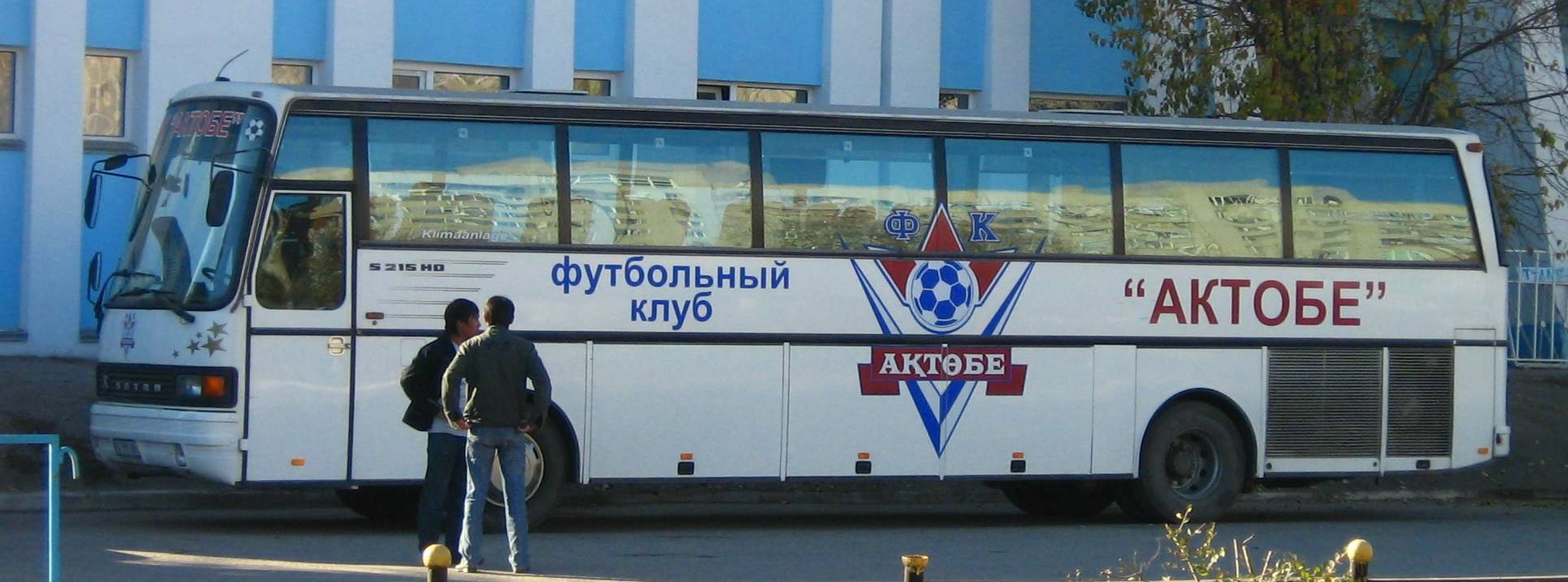
Autobús del club.

  - 2000